# Herrschaft Styrum

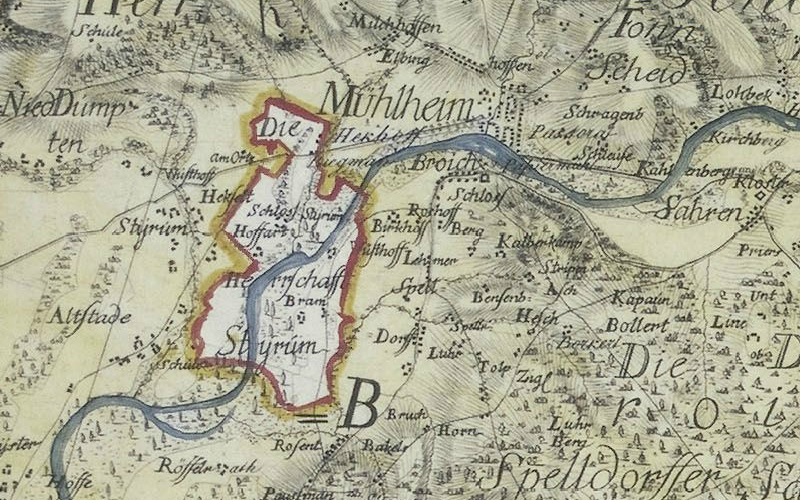
Herrschaft Styrum zwischen 1792 und 1795; Norden ist links

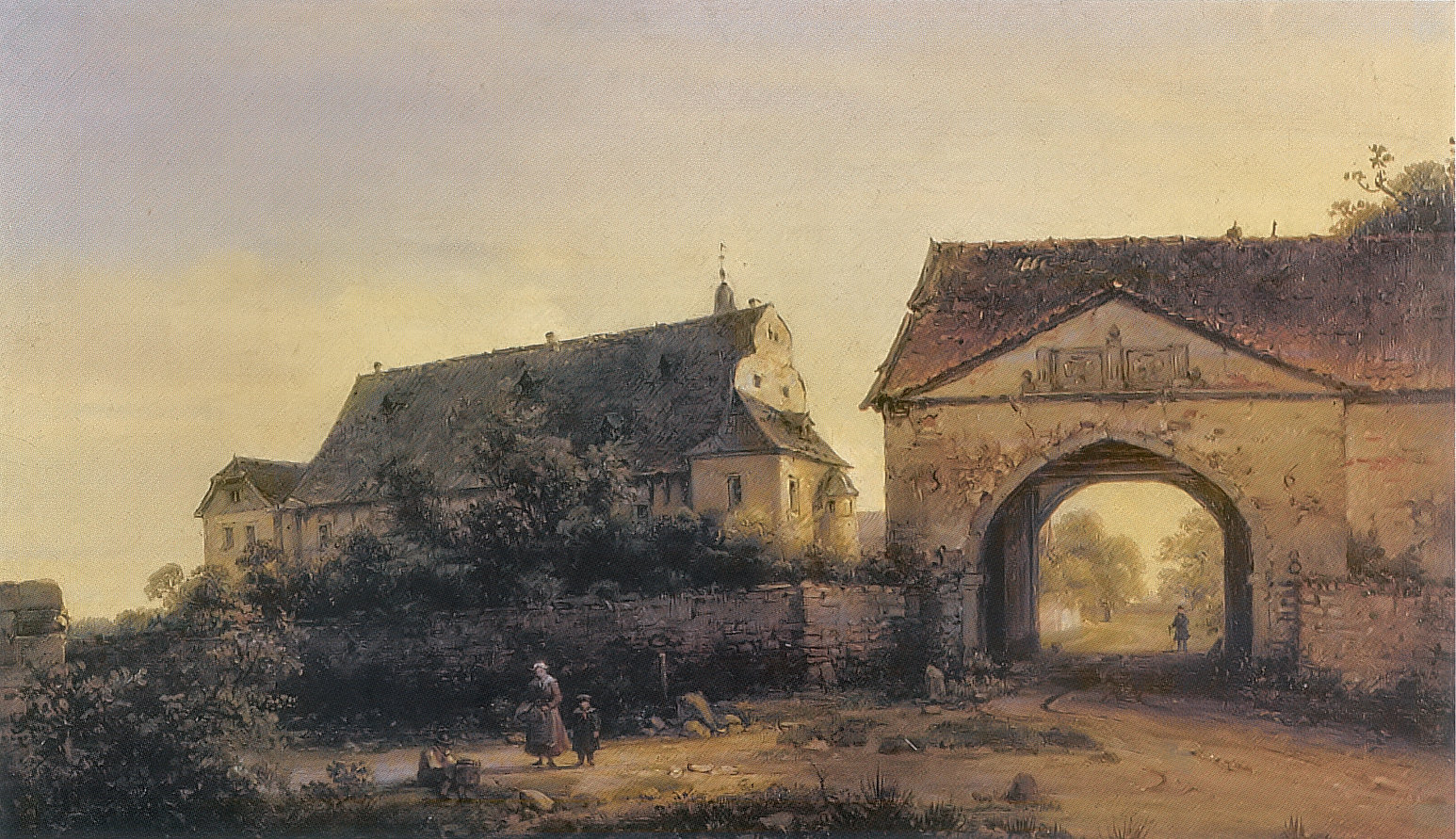
Schloss Styrum, um 1840 gemalt von Domenico Quaglio

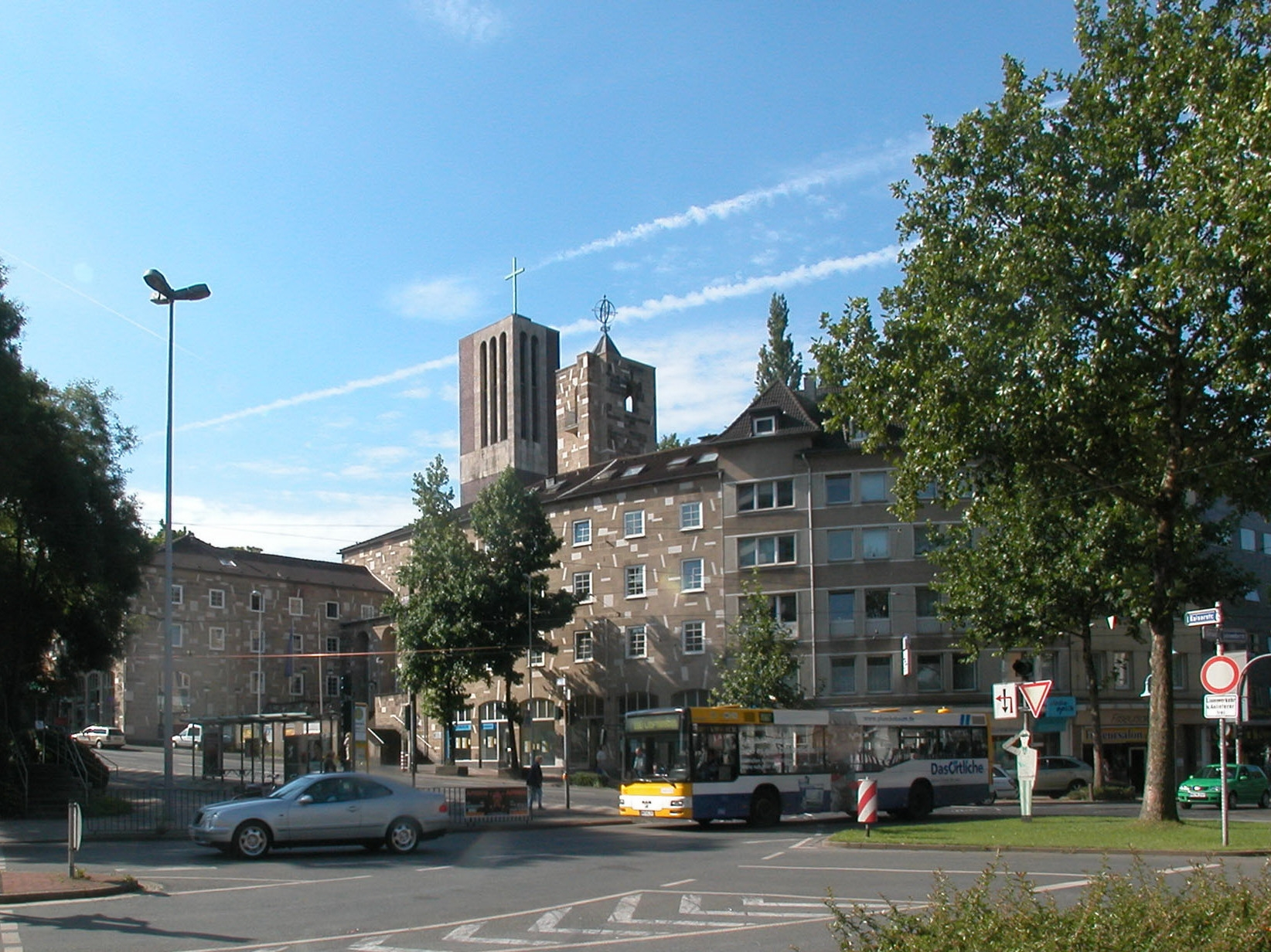
Der Altenhof in Mülheim an der Ruhr mit der Marienkirche

Die Herrschaft Styrum wurde vom 13. Jahrhundert bis zum Jahr 1806 von der Linie der Grafen Limburg-Styrum des Hauses Limburg beherrscht und hatte ihren Namen von der Siedlung Styrum.

## Lage und Bedeutung
Die historische Herrschaft befand sich bis 1806 auf dem Gebiet der heutigen Stadt Mülheim an der Ruhr in ihren Stadtteilen Styrum, Altstadt II, Broich und Speldorf als Enklave innerhalb der Herrschaft Broich. Die reichsunmittelbare Herrlichkeit Styrum war eins der kleinsten Territorien des Heiligen Römischen Reiches. Sie bestand neben dem Schloss Styrum und angehörigen Wirtschaftsgebäuden noch aus einer Hauskapelle und etwas angrenzenden Wald sowie sieben umliegenden Bauernhöfen. Die Herrschaft Styrum wurde von der Ruhr durchflossen, welche die etwa 300 Hektar große Besitzung in zwei Teile teilte, etwa ein Drittel des Besitzes lagen nordwestlich der Ruhr, der mit ca. zwei Drittel größere Herrschaftsbereich hingegen westsüdwestlich des Flusses. Beide Teile waren durch eine Fähre miteinander verbunden. Das eigentliche Gewicht dieser sehr kleinen Herrschaft lag an der sehr großen Anzahl von Lehnsgütern, welche weit über die niederrheinischen und westfälischen Gebiete verstreut waren. Dieses Gebiet war im Norden begrenzt durch Bocholt und Stadtlohn, im Osten durch Ahlen und Soest, im Süden entlang einer Linie mit den Orten Velmede, Schwert, Letmathe und Neviges, während es sich im Westen bis Rheinberg und Wesel erstreckte.

## Geschichte
Zuerst benannte sich 1289 Graf Eberhard von Limburg, ein Enkel Friedrich von Isenbergs, als Graf von Limburg-Styrum. Im gleichen Jahr ließ er anstelle eines alten Hofgutes in Styrum gemeinsam mit seinem Vater Dietrich von Altena-Isenberg ein erstes Burghaus errichten. Seine Nachkommen hatten in ununterbrochener Folge die Herrschaft von Limburg-Styrum inne. Im Jahr 1442 wurde der Herrschaft der Status eines Reichslehens zugesprochen.
Durch die Heirat von Georg von Limburg-Styrum mit Irmgard von Wisch, die Erbin von Bronkhorst und Wisch war, kamen diese Besitzungen zu Styrum hinzu. Durch die Heirat von Jobst von Limburg-Styrum mit Gräfin Maria von Schauenburg-Holstein, die Erbin der Herrschaft Gemen war, kam auch Gemen zu Styrum hinzu. Durch eine Erbteilung nach dem Tod Hermann Otto I. von Limburg-Styrum wurden die Besitzungen auf dessen Söhne aufgeteilt, wobei Otto die Herrschaften Bronkhorst und Borculo erhielt und die noch bestehende niederländisch-belgische Linie begründete; Adolf Ernst erhielt die westfälische Herrschaft Gemen und ab 1677 (bis 1772) auch die mittelschwäbische Herrschaft Illereichen; 1733 kam Schloss Raesfeld hinzu; Gemen fiel 1800 nach Aussterben dieser Linie im Erbgang an die Freiherren von Boyneburg-Bömelberg und wurde 1806 mediatisiert. Moritz erhielt bei dieser Erbteilung die Herrschaft Styrum mit Mülheim an der Ruhr; 1766 (bis 1777) kam kurzzeitig die Herrschaft Oberstein mit Schloss Oberstein hinzu; diese Linie wurde 1806 an das Herzogtum Berg mediatisiert und erlosch 1809; den Besitz mit Schloss Styrum vererbte der letzte Graf Ernst Maria († 1809) an die Schwester seiner Ehefrau Sophie Charlotte von Humbracht, seine Schwägerin Maria Margaretha von Humbracht, die Schloss Styrum 1825 an den letzten Styrumer Rentmeister Dr. Philipp Marcks verkaufte; die übrigen Besitzungen wurden in der Folge einzeln verkauft. Die Erben des Dr. Marcks veräußerten den Besitz im Jahre 1861 an Johann Schönnenbeck, welcher den Besitz seinerseits im Jahre 1890 für rund 100.000 Goldmark an August Thyssen verkaufte. Im Jahre 1959 gelangte das Schloss Styrum mitsamt dem angrenzenden Schlosspark an die Stadt Mülheim an der Ruhr.

## Die Herren und Grafen von Limburg-Styrum als Lehnsherren der Herrschaft Styrum
- 1304–1327 Dietrich I. von Isenberg-Limburg zu Styrum
- 1328–1361 Johann von Limburg-Styrum
- 1328–1368 Sein Bruder Dietrich II. von Limburg-Styrum-Kolkerhof
- 1361–1397 Dietrich III. von Limburg-Styrum
- 1397–1424 Eberhard von Limburg-Styrum
- 1324–1438 Seine Witwe Bonizetta geb. von Saffenberg
- 1438–1499 Wilhelm I. von Limburg-Styrum
- 1499–1506 Adolf von Limburg-Styrum
- 1506–1516 Seine Witwe Elisabeth geb. von Reichenstein
- 1516–1522 Wilhelm II. Graf von Limburg-Styrum
- 1522–1552 Georg Graf von Limburg-Styrum
- 1552–1574 Hermann Georg Graf von Limburg-Styrum
- 1574–1581 Seine Witwe Maria geb. Gräfin von Hoya
- 1582–1595 Maria von Hoya zusammen mit ihrem Sohn Jobst
- 1596–1603 Jobst Graf von Limburg-Styrum
- 1603–1613 Johann Graf von Limburg-Styrum
- 1613–1630 Erich Graf von Limburg-Styrum
- 1631–1644 Hermann Otto Graf von Limburg-Styrum
- 1645–1659 Seine Witwe Anna Margaretha v. Spies zu Frechen u. Bodendorf
- 1659–1664 Moritz Graf von Limburg-Styrum
- 1665–1692 Seine Witwe Maria Bernardina geb. von Limburg-Styrum
- 1699–1703 Moritz Hermann Graf von Limburg-Styrum (gest. 1709)
- 1703–1713 Seine Gattin Elisabeth Wilhelmina geb. Gräfin von Leiningen
- 1721–1749 Christian Otto Graf von Limburg-Styrum
- 1749–1760 Carl Joseph Graf von Limburg-Styrum
- 1760–1794 Philipp Ferdinand Graf von Limburg-Styrum
- 1794–1809 Ernst Maria Graf von Limburg-Styrum